# Bratříčku, kde jsi? (Simpsonovi)
Bratříčku, kde jsi? (v anglickém originále O Brother, Where Bart Thou?) je 8. díl 21. řady (celkem 449.) amerického animovaného seriálu Simpsonovi. Scénář napsal Matt Selman a díl režíroval Steven Dean Moore. V USA měl premiéru dne 13. prosince 2009 na stanici Fox Broadcasting Company a v Česku byl poprvé vysílán 21. října 2010 na stanici Prima Cool.

## Děj
Celá rodina Simpsonových zůstává během sněhové bouře doma. Počasí je příliš divoké na to, aby si hráli venku, a vypadne proud, takže se Bart zúčastní předstírané módní přehlídky, kterou uspořádají jeho sestry Líza a Maggie. Když si všimne pouta, které mezi sebou obě dívky sdílejí, Líza mu naznačí, že žárlí, protože nemá bratra, se kterým by mohl sdílet podobné pouto. Tu noc se Bartovi zdá o tom, že je v parku se skupinami bratrů. Bart se probudí s vědomím, že chce mít vlastního bratra. 
Poté, co ho Homer odmítne (a pronese dlouhý monolog, v němž podrobně vysvětlí, proč jsou podle něj dcery lepší než synové), se Bart radí s kamarády na autobusové zastávce. Nelson Bartovi poradí, aby Marge a Homera přiměl k dítěti stejným trikem, jakým se Nelsonova matka pokusila přimět bývalého basketbalistu Charlese Barkleyho. Bart se jim nejprve pokusí připravit romantickou večeři, ale Marge a Homer jsou příliš nacpaní na to, aby měli sex. Při druhém pokusu nechá Bart v ložnici rodičů DVD s kámasútrou, ale ti dva se nakonec po napodobení sexuálních poloh zraní. Frustrovaný Bart požádá o radu Dolpha, Jimba a Kearneyho, kteří mu poradí, aby schoval Marginy antikoncepční pilulky. Bart vymění Marginy antikoncepční pilulky za Tic Tacy (stejně jako to udělal s pilulkami paní Krabappelové v dílu Bartův trest) a odhodí nádobu s Tic Tacy, v níž jsou nyní antikoncepční pilulky, které Nelson najde a sní. Marge přistihne Barta, jak manipuluje s jejími pilulkami, a on se jí přizná, že chce bratra. Marge se synem soucítí, ale vysvětluje mu, že jí a Homerovi stačí tři děti – a také podotýká, že i kdyby s Homerem někdy měli čtvrté dítě, dost možná by se z něj nakonec místo kluka stala další holčička, takže by Bart měl tři sestry. Bart jde do místního sirotčince a snaží se adoptovat dítě, ale nakonec je odmítnut, protože je příliš mladý. Za Bartem domů však přijde chlapec jménem Charlie a Bart ho přijme za svého mladšího bratra. 
Bart a Charlie spolu dělají bratrské věci, včetně žertování s ředitelem Skinnerem a poflakování se v Kwik-E-Martu. Když Líza trvá na tom, aby byl Charlie vrácen do sirotčince, Bart ji ignoruje a vezme Charlieho do kina na horor Sever V. Film Charlieho vyděsí a Bart si uvědomí, že být starším bratrem vyžaduje zodpovědnost. Cestou z kina se náčelník Wiggum pokusí Charlieho zadržet, ale oba chlapci utečou a schovají se ve sněhové závěji. Ve sněhové břečce Líza prosí Barta, aby udělal správnou věc a nechal Charlieho legálně adoptovat jinou rodinou. Když jsou děti uvězněny v závěji Barneyho pluhem, Bart a Charlie se vymočí na sníh, aby ho rozpustili a otevřeli únikový tunel, což se Líze nelíbí. Poté, co Charlieho odvezou zpět do sirotčince, přijdou ho Homer a Bart navštívit, ale zjistí, že Charlieho nyní adoptovala rodina se šesti dcerami, a k Charlieho zděšení se k němu všech šest nových sester chová jako ke své osobní módní panence. Aby Barta rozveselil, vezme ho Homer na návštěvu Severa V.

## Produkce
V této epizodě hostovali bratři Smothersovi (Tom a Dick), Peyton Manning, Eli Manning, Cooper Manning a Huell Howser. Jordan Nagai se objevil v roli Charlieho, který předstíral, že je Bartův bratr, zatímco Kim Cattrallová se v Simpsonových objevila podruhé a namluvila Bartovu imaginární třetí sestru. Showrunner Al Jean řekl, že účast bratrů Smothersových, kteří zpívají při závěrečných titulcích, v seriálu byla „splněným snem“. Tři Manningové nahráli své role v New Orleans pod dohledem scenáristy Simpsonových Tima Longa. Jean řekl, že štábu se líbila Peytonova práce v Saturday Night Live, „a Cooper je také opravdu vtipný. Byli (v dílu) opravdu dobří.“ Cooper se k natáčení epizody vyjádřil: „Trvalo to maximálně dvacet minut. Opravdu jsem si to užil. (…) Můžete toho zkazit, kolik chcete. Prostě si několikrát dokola přeříkáváte repliky a pak tam hodíte nějaký falešný smích. Všichni tři jsme to dělali najednou na tři různé mikrofony. Jo, myslím, že to byla velká zábava.“. Nagai, který ztvárnil postavu v animovaném filmu Vzhůru do oblak, nahrával své dialogy spolu s Nancy Cartwrightovou, hlasem Barta. Dodnes je nejmladší hostující hvězdou, kterou seriál měl, v té době mu bylo 9 let.

## Přijetí
Epizodu vidělo 7,11 milionu diváků s ratingem Nielsenu 3,2/8 a v rámci bloku Animation Domination se umístila na druhém místě hned za Griffinovými. Simpsonovi byli třetí nejsledovanější epizodou na stanici Fox po Griffinových a Sběratelích kostí.
Robert Canning z IGN udělil dílu známku 7,6 z 10 a uvedl: „Epizoda si vedla dobře, když se držela jednoho hlavního příběhu, místo aby přidala slabší ‚béčkovou‘ dějovou linii, která by vyplnila půlhodinu.“.
The A.V. Club udělil epizodě hodnocení B+ a označil ji za „další skvělý výlet“.
Matt Selman byl za scénář k této epizodě nominován na Cenu Sdružení amerických scenáristů za vynikající scénář k animovanému dílu na 63. ročníku těchto cen.